# Rafael de Vélez
Rafael de Vélez (Vélez-Málaga,  15 de octubre de 1777-Padrón, 3 de agosto de 1850) fue un fraile capuchino, filósofo, teólogo, arzobispo y apologista español.

## Biografía
Fray Rafael nació en el siglo como Manuel José Anguita Téllez. A la edad de quince años, en 1792, ingresó en la orden capuchina, en el noviciado de Granada donde tomó su nombre de religión Fray Rafael. 

### Formación y vida docente
Cursó sus estudios de Filosofía en el Convento de Córdoba y sus estudios de Teología en el convento de Cádiz. En 1802 se celebraron oposiciones a lectores (profesores) en el convento de capuchinos de Cabra, que ganó, por lo que ejerció la docencia como lector de Filosofía y de Teología entre 1802 y 1807. En 1807 se le destinó al Convento de Écija como profesor de Filosofía, cargo que ejerció hasta el inicio de la invasión francesa de España en 1808. Todos los estudiantes de la orden se refugiaron en el Convento de Cádiz, donde también se refugió Fr. Rafael, que en 1811 fue nombrado profesor de Teología en el mencionado convento gaditano. 

### Escritor
Inspirado por la obra La falsa filosofía de Fernando de Ceballos y los sucesos de las Cortes de Cádiz publicó en 1812 su primera obra: Preservativo contra la irreligión o los planes de la filosofía contra la religión y el Estado, realizados por la Francia para subyugar a la Europa, seguidos por Napoleón en la conquista de España y dados a luz por algunos de nuestros sabios en perjuicio de nuestra Patria.
En 1813 fue nombrado custodio general de la Orden, cargo honorífico que le confería el derecho de asistir al Capítulo General, al parecer con la finalidad de que se pudiera dedicar a escribir. Esta intención de sus superiores se corroboró al año siguiente con su nombramiento como escritor general de las provincias de Andalucía e Indias de la Orden Capuchina. A la vuelta de Fernando VII de la cautividad, en 1814, y caídos los doceañistas, Vélez se ocupó en componer la Apología del Altar y del Trono. 

### Episcopado
En 1812 murió el fraile capuchino Domingo de Benaocaz, obispo de Ceuta. Vélez fue elegido para sucederle el 30 de septiembre de 1816. Asimismo la provincia de Andalucía lo nombró segundo custodio general de la misma. Fue consagrado obispo el 13 de julio de 1817 e hizo su entrada solemne en Ceuta en ese mismo año.
En 1818 concluyó su obra más famosa, Apología del Altar y del Trono que será citada innumerables veces por los sectores más reaccionarios del país (realistas, fernandinos, carlistas, etc.). Esta obra le atrajo grandes críticas y numerosos enemigos entre los liberales, pero también grandes protectores en las esferas del poder absoluto.
En mayo de 1824 abandonó la sede de Ceuta al ser nombrado arzobispo de Burgos, pero sólo ocupó este cargo unos meses, pues en octubre del mismo año fue nombrado arzobispo de Santiago de Compostela, cargo que ocupará hasta su muerte en 1850.
Murió el 3 de agosto de 1850 en Santiago de Compostela a los treinta y cuatro años de episcopado y setenta y tres de edad. El cadáver de Vélez recibió sepultura en la catedral, cerca de la reja del coro, al lado del Evangelio, pero antes, al proceder al embalsamamiento, se le extrajo el corazón, que, colocado en una redoma de cristal en alcohol, se conserva en una urna abierta en la pared de la capilla interior del Seminario, en el lado de la Epístola. Cierra esta urna una losa de mármol que ostenta el escudo prelacial, y debajo se ve una lápida, también de mármol, con inscripción y adornada en su parte superior con varios atributos episcopales.
Fue uno de los libelistas reaccionarios más destacados junto a Francisco Alvarado ("el Filósofo Rancio"), los jerónimos Agustín de Castro y Fernando de Ceballos, Nicolás Pérez, el Setabiense, Miguel de Lardizábal y el también obispo Raimundo Strauch y Vidal, martirizado en 1823.

## LaApología del Altar y el Trono
En el tomo primero Vélez hace una crítica de la Constitución de 1812 y de las reformas de las Cortes. Enumera los proyectos avanzadísimos, las impiedades de la prensa gaditana, el asunto del Diccionario crítico-burlesco de Bartolomé José Gallardo, la abolición del Tribunal de la Inquisición, el atropello contra el Cabildo de Cádiz, la expulsión del Nuncio de Su Santidad, la pretendida extinción de los Regulares y los proyectos desamortizadores. Vélez adapta, contra los innovadores, al punto de vista español y católico, la obra del polemista reaccionario francés abate Augustin Barruel y presenta a los liberales como miembros de una «conspiración de filósofos» afrancesados y vendidos a la impiedad.
El tomo segundo está dedicado a advertir al Estado español de que el Trono seguirá la misma suerte que la Iglesia y perecerá en el mismo incendio si no se une al Altar en defensa de los privilegios de ambos. La Constitución de 1812 es presentada como una copia de la francesa.

## Persecuciones
La sublevación liberal de Rafael del Riego en 1820 y el triunfo de los constitucionales concitó contra Vélez los odios de los revolucionarios, empezando para la ilustre víctima una serie de persecuciones. No se les ocultaba que era el hombre de más empuje doctrinal y el adversario más formidable del constitucionalismo.
El ministro de Gracia y justicia, por entonces García Herreros, le envió una orden previniéndole que en caso de que se apartara de la senda constitucional y mostrara con palabras o con hechos su oposición, el rey haría uso de las amplias facultades que le concedían la Constitución y las leyes. El Gobierno envió de gobernador a Ceuta a Fernando Butrón. Su secretario, José Isnardy, abrió en El Liberal Africano una violenta campaña contra la Iglesia, y Vélez, obispo de Ceuta, contestó a los ataques con una enérgica Pastoral, refutando una por una sus impiedades. El gobernador quiso formar causa al obispo y este le hizo saber:

Permítame V. S. que le diga: Soy el único juez en mi obispado en materias de religión, y juez puesto no por los hombres, sino por Dios. La Iglesia tiene sus leyes independientes para llamar a su tribunal a los hijos que le faltan... y, lejos V. S. de resistirse a conocer en mí el juez de su conducta religiosa y de todos mis súbditos, debe dar el primer ejemplo de sumisión a mi autoridad como fiel, y protegerla, luego que se le requiera, como autoridad pública.

El domingo, 9 de septiembre, predicó un enérgico sermón contra los procedimientos de que eran víctimas la Iglesia y sus ministros.
El gobernador y los agentes del Gobierno hicieron subscribir a los jefes y oficiales de los regimientos de la guarnición una Exposición que pedía la salida de la plaza del obispo de Ceuta y el Ayuntamiento la suscribió. Vélez tuvo que embarcar desterrado a la Península y desde su destierro, publicó una protesta y los documentos justificativos de su conducta; pero la persecución llegó a ser tal que estuvo largo tiempo errante de convento en convento, unas veces en Ubrique, otras en Casares y Estepona, de los que se ausentaba para no comprometer a los religiosos.
Su protector Fernando VII, tras fracasar su intento de golpe de Estado del 7 de julio de 1822, y en connivencia secreta con el Congreso de Verona, acordó con la Santa Alianza la intervención en España del ejército francés en nombre de aquella. Este ejército, conocido generalmente como los Cien Mil hijos de San Luis y acaudillado por el duque de Angulema, avanzó hasta Cádiz y derrocó al régimen liberal en 1823. Vélez fue buscado y nombrado caballero gran cruz de la Real Orden de Carlos III en 1823; arzobispo de Burgos en 1824 y arzobispo de Santiago el 12 de octubre del mismo año. 
Como arzobispo fundó una Casa de incurables y un Hospital provisional para coléricos. Solía retirarse al monasterio de Herbón y alternar en los ejercicios de piedad con los religiosos sin distinción alguna. En 1826 celebró solemnísimamente en Santiago el Año Santo. Su gran obra fue la fundación del Seminario Conciliar de Santiago (1829), proyecto que no pudieron realizar algunos de sus antecesores. Después de arduas gestiones pudo conseguir que aquel se instalase en el edificio llamado Colegio de San Clemente, en cuya habilitación gastó grandes sumas, inaugurándose el Seminario el 14 de octubre de 1829. 
Para albergar a los sacerdotes achacosos e imposibilitados fundó la Casa de Venerables, en donde aquellos pudiesen ser mantenidos sin ser víctimas de la miseria y sin menoscabo del decoro sacerdotal. Esta casa sería a la vez casa de ejercitantes.
En 1831 regaló el actual reloj de la catedral, que construyó en Ferrol Andrés Antelo. Empleó sus esfuerzos en restaurar la disciplina eclesiástica, que había sufrido un rudo golpe con los trastornos políticos y sociales; costeó la nueva capilla de Pastoriza, de Santiago, por planos del arquitecto Juan López Freire, o sea, la fachada de estilo neoclásico, la cornisa y el comienzo de la linterna, que no llegó a terminarse, y también levantó a su costa el tramo del Mediodía del convento de Dominicas de Belvís de la misma ciudad, y desde un principio distribuyó todo el importe de sus cortas rentas entre los pobres y las iglesias. 
A la muerte de Fernando VII volvió a implantarse el régimen liberal. Por la resistencia que opuso Vélez a la exclaustración y a la desamortización se renovaron las persecuciones contra él y se lo acusó de estar en inteligencia con los carlistas, por lo que se lo desterró a Menorca el 21 de abril de 1835. Extinguidas las órdenes religiosas, Vélez había conservado su hábito y barba de capuchino. Una Real orden de la reina gobernadora, en abril de 1836, comunicada por medio del capitán general de las Baleares, lo obligó a despojarse de su hábito capuchino, aunque llevaba un año encerrado para no dar motivo a que le ordenaran quitárselo.
Acogió bajo su protección el Hospicio de Santiago, cuyo Ayuntamiento, en demostración de gratitud y para perpetuar la memoria y virtudes de su prelado, le dedicó una lápida conmemorativa, que fue colocada con toda solemnidad el 27 de junio de 1851, en el primer salón de espera de la referida Casa-hospicio.

## Obra escrita

### Libros:
- Preservativo contra la irreligión ó los planes de la Filosofía contra la Religión y el Estado, realizados por la Francia para subyugar la Europa, seguidos por Napoleón en la conquista de España, y dados á luz por algunos de nuestros sabios en perjuicio de nuestra patria (Palma, Imprenta de Brusi, 1812).
- Apología del Altar y del Trono, ó Historia de las Reformas hechas en España en tiempo de las llamadas Cortes, e impugnación de algunas doctrinas publicadas en la Constitución, diarios, y otros escritos contra la Religión y el Estado (Madrid, Imprenta de Cano, 1818, 2 vols.).
- Apéndices a las Apologías del Altar y del Trono. 1.º Confrontación de las citas que de la Apología del Trono hace el C. Vern [...] en sus Observaciones con la letra de aquella obra. Hacíala el autor de las Apologías (Madrid, imprenta de D. Miguel Burgos, 1825).
- Septenario á María Santísima, Nuestra Madre y Señora en la dulcísima advocación de sus Dolores (Mahón, Imprenta de D. Pablo Fabregues, 1841, reimpresa en Santiago, Imprenta de D. Juan Bautista Moldes, 1846).

Además, como obispo y arzobispo escribió multitud de cartas pastorales. Algunas de las cuales son:
- Carta Pastoral que el Ilmo. Sr. D. Fr. Rafael de Vélez, obispo de Ceuta, dirige a sus diocesanos (Málaga 1819).
- Instrucción Pastoral que el Ilmo. Sr. don Fr. Rafael de Vélez, obispo de Ceuta, dirige a sus diocesanos para precaverlos de los errores esparcidos en varios números del «Liberal Africano» (Algeciras 1822).
- Carta Pastoral, por el Excmo. Sr. D. Fr. Rafael de Vélez, arzobispo de Santiago (Santiago 1825).
- Publicación del jubileo del Año Santo e Instrucción Pastoral que con este motivo da a todos sus fieles el Excmo. e Ilmo. Sr. Arzobispo de Santiago D. Fr. Rafael de Vélez (Santiago 1826).
- Exhortación Pastoral que con motivo de la Bula expedida por Ntro. Stmo. Padre León XII contra toda sociedad clandestina, dirige a sus fieles, con una nota de los libros y papeles que prohíbe el Excmo. e Ilmo. Sr. Arzobispo de Santiago (Santiago 1827).

También publicó, en el ejercicio de su cargo episcopal, numerosos edictos. Algunos de los cuales son:
- Edicto sobre los vestidos de los sacerdotes (Santiago 1825).
- Edicto anunciando la Santa Visita (Caldas de Reyes, 15 de agosto de 1825).
- Edicto anunciando el jubileo del Año Santo (Santiago 1826).

## Sucesión
| Predecesor: Andrés Esteban y Gómez       | Obispo de Ceuta 1817-1824       | Sucesor: Francisco García Casarrubios y Melgar |
| Predecesor: Manuel Cid y Monroy          | Arzobispo de Burgos 1824-1825   | Sucesor: Alonso Cañedo Vigil                   |
| Predecesor: Simón Antonio Rentería Reyes | Arzobispo de Santiago 1824-1850 | Sucesor: Miguel García Cuesta                  |